# Paniekstoornis
De paniekstoornis is een psychische aandoening die in de DSM-5 is ingedeeld bij de angststoornissen.
Vroeger werd deze aandoening verward met hyperventilatie. Het belangrijkste kenmerk van de stoornis is het regelmatig optreden van paniekaanvallen. Paniek is gewoon in een (levens-)gevaarlijke situatie, maar in het geval van een paniekstoornis is de paniek pathologisch van aard en de mate van paniek staat niet in verhouding tot de omstandigheden. Indien de paniek herhaaldelijk optreedt bij confrontatie met een (specifiek) object of in een (specifieke) situatie, is er mogelijk sprake van een andere psychische aandoening, bijvoorbeeld PTSS of een fobie (zie de exclusies in criterium D).
Paniek is een kortdurende, maar zeer sterke angstaanval die zowel lichamelijke als psychische gevolgen heeft. De persoon heeft tijdens een aanval een verhoogd hartritme, transpireert, heeft ademhalingsproblemen, kan misselijk of duizelig worden en heeft soms koude rillingen. Psychische gevolgen zijn de angst om dood te gaan of de angst lichamelijk letsel op te lopen, een verdoofd gevoel en derealisatie of depersonalisatie.
In veel gevallen komt het voor dat de persoon ook een angst ontwikkelt om een paniekaanval te krijgen. Hij zal in dit geval alle situaties mijden die dit risico met zich meedragen. Dit wordt agorafobie of pleinvrees genoemd. Het DSM-IV onderscheidt de paniekstoornis met en zonder agorafobie als twee afzonderlijke aandoeningen. Het handboek vermeldt ook agorafobie zonder historie van de paniekstoornis (dus agorafobie zonder paniekaanvallen).

## Criteria
De DSM-5 geeft de volgende criteria voor de paniekstoornis met agorafobie:
- A. Zowel (1) als (2) zijn van toepassing:

1. Herhaalde onverwachte paniekaanvallen.
2. Minimaal een van de aanvallen is gevolgd door minstens één maand met minstens een van de volgende criteria:
  1. Aanhoudende zorg over nieuwe aanvallen.
  2. Zorg over implicaties of gevolgen van de aanval (bijvoorbeeld de macht over zichzelf verliezen, een hartaanval krijgen, gek worden).
  3. Een duidelijke verandering in gedrag in relatie tot de aanvallen.

- B. Het optreden van agorafobie.
- C. De paniekaanvallen zijn niet het gevolg van een somatische aandoening of van het innemen van een substantie (bijvoorbeeld drugs of medicijnen).
- D. De paniekaanvallen zijn niet uitsluitend het gevolg van een andere psychische aandoening, bijvoorbeeld de sociale fobie (bijvoorbeeld blootstelling aan gevreesde sociale situaties), specifieke fobie (bijvoorbeeld blootstelling aan een specifiek fobische situatie), obsessieve-compulsieve stoornis (bijvoorbeeld blootstelling aan vuil van iemand met smetvrees), posttraumatische stressstoornis (bijvoorbeeld als gevolg van prikkels die gekoppeld zijn aan een ernstige stressfactor) of separatieangst (bijvoorbeeld als reactie op het verlaten van huis of gezinsleden).

Voor de paniekstoornis zonder agorafobie gelden de volgende criteria:
- A. Zowel (1) als (2) zijn van toepassing:

1. Herhaalde onverwachte paniekaanvallen.
2. Minimaal een van de aanvallen is gevolgd door minstens één maand met minstens een van de volgende criteria:
  1. Aanhoudende zorg over nieuwe aanvallen.
  2. Zorg over implicaties of gevolgen van de aanval (bijvoorbeeld de macht over zichzelf verliezen, een hartaanval krijgen, gek worden).
  3. Een duidelijke verandering in gedrag in relatie tot de aanvallen.

- B. Afwezigheid van agorafobie.
- C. De paniekaanvallen zijn niet het gevolg van het innemen van een substantie (bijvoorbeeld drugs of medicijnen) of een somatische aandoening.
- D. De paniekaanvallen zijn niet uitsluitend het gevolg van een andere psychische aandoening, bijvoorbeeld de sociale fobie (bijvoorbeeld blootstelling aan gevreesde sociale situaties), specifieke fobie (bijvoorbeeld blootstelling aan een specifiek fobische situatie), obsessieve-compulsieve stoornis (bijvoorbeeld blootstelling aan vuil van iemand met smetvrees), posttraumatische stressstoornis (bijvoorbeeld als gevolg van prikkels die gekoppeld zijn aan een ernstige stressfactor) of separatieangst (bijvoorbeeld als reactie op het verlaten van huis of gezinsleden).

## Oorzaak
De oorzaak van de paniekstoornis is niet volledig bekend. Waarschijnlijk ontstaat een paniekstoornis door: erfelijkheid, opvoeding, levensgebeurtenissen en hormonen. Ook het gebruik van diverse middelen zoals alcohol, cafeïne, bepaalde medicatie en drugs kunnen angstklachten verergeren. Ook eenzaamheid op zowel sociaal (te weinig/geen sociale contacten zoals vrienden en collega's) als emotioneel (gemis van levenspartner/vrienden) vlak verhogen de kans op het krijgen van een paniekstoornis. Uit onderzoek blijkt dat bij personen met een paniekstoornis de balans van de neurotransmitters verstoord is.

## Behandeling
Voor de paniekaanvallen is cognitieve gedragstherapie eerste keuze eventueel aangevuld met een medicamenteuze behandeling zoals een SSRI om ernst en frequentie van de aanvallen te verminderen en alzo de therapie te ondersteunen. Voor de pleinvrees kan daarna in-vivodesensitisatie worden ingezet.